# Coenobita violascens
Coenobita violascens es una especie de crustáceo decápodo de la familia Coenobitidae. Esta especie de cangrejo ermitaño habita en las islas Nicobar, Tailandia, Camboya, Filipinas, Japón y Tanzania.